# Eva Bertram
Eva Bertram (* 1964 in Freiburg im Breisgau) ist eine deutsche Fotografin und Filmkünstlerin.

## Leben
Bertram verbrachte ihre Kindheit auf dem Land bei Freiburg im Breisgau, ab 1971 wuchs sie in München-Untergiesing auf. 1984 zog sie für das Studium der Philosophie und Kunstgeschichte nach Berlin, 1986 nach Essen, wo sie Kommunikationsdesign an der Folkwangschule studierte. Im Studium, das sie mit den Schwerpunkten Malerei und Freie Grafik begonnen hatte, entdeckte Eva Bertram die Fotografie als Medium, ab 1988 war sie Schülerin von Jürgen Klauke mit dem Schwerpunkt künstlerische Fotografie und experimenteller Kurzfilm. 1994 legte sie dort ihr Diplom mit Auszeichnung ab.  Seit 1998 ist sie als freischaffende Künstlerin tätig.
Eva Bertram ist seit 2002 auch in der Lehre tätig, unter anderem in Lehraufträgen an der Muthesius Kunsthochschule Kiel (2005–2007), der Universität der Künste Berlin (seit 2012) sowie seit 2007 als Dozentin an der Berliner Neuen Schule für Fotografie. Eva Bertram lebt und arbeitet in Berlin, sie hat eine Tochter.

## Werk
Bertram fotografiert meist Menschen, Objekte oder Ereignisse in alltäglicher Umgebung, ihr Thema ist die "Deplatziertheit, das leicht Verschobene im Gewöhnlichen". Annette Hörig attestiert ihr „Momentaufnahmen mit großer Sensibilität für scheinbar unwesentliche Details. Charakteristisch ist dabei ein ausgewogener Bildaufbau sowie die Verwendung von Unschärfe. Mit einer Reihe authentischer Aufnahmen von Vorstädten, Gärten und Innenräumen, die neben ernsten und düsteren auch kuriose Motive zeigen, versucht Bertram vorhandene Unzugänglichkeiten aufzuzeigen“.
Bekannt wurde sie durch ihre Arbeit "2 Ein Kind", einer Fotoserie, in der sie von 1998 bis 2009 das Erwachen und Bildung der Identität ihrer heranwachsenden Tochter thematisierte. Das Projekt wurde dabei zunehmend beeinflusst durch Interaktion, Selbstbestimmtheit und Selbstinszenierung durch das Kind selbst, was auch die Veränderung der Mutter mittelbar widerspiegelte.

## Auszeichnungen / Stipendien
- 2019/2020 Kulturaustauschstipendium Bildende Kunst des Landes Berlin
- 2011 Arbeitsstipendium Bildende Kunst des Landes Berlin
- 2006 Stipendium für Zeitgenössische Deutsche Fotografie der Alfried Krupp von Bohlen und Halbach-Stiftung
- 2003 Mosaïque-Förderstipendium des CNA (Centre national de l’audiovisuel), Luxembourg
- 2003 Arbeitsstipendium im Mecklenburgischen Künstlerhaus Schloss Plüschow
- 2002 Arbeitsstipendium Bildende Kunst des Landes Berlin
- 2002 Fotostipendium der Stadt Ravensburg
- 1995 Recontres International de la Photographie, Arles[4]
- 1992 Jury-Filmpreis Internationales Kurzfilm-Festival Hamburg - 3. Platz

## Einzelausstellungen
- 2012 weit, zone B, Berlin
- 2011 2 Ein Kind, Month of Photography, Bratislava, Slowakei
- 2011 2 Ein Kind, FHV Galerie, Dornbirn/Vorarlberg, Österreich
- 2010 2 Ein Kind, zone B, Berlin
- 2010 2 Ein Kind, Galerie Neij Licht, Dudelange, Luxembourg
- 2010 2 Ein Kind, zone B, art Karlsruhe
- 2010 2 Ein Kind, Schloss Borbeck, Essen
- 2009 2 Ein Kind, Forum 018 - Münchner Stadtmuseum, Sammlung Fotografie
- 2008 Inseln, Städtische Galerie Sonneberg, Sonneberg
- 2008 Filmstücke, zone E, Essen
- 2007 Inseln, zone B, Berlin
- 2005 Barricades, L.O.F.T. - Location Occupied For Time, Berlin
- 2004 Heimspiel, Saal acht – Artothek München
- 2003 "Eva Bertram Und Matias Pechtold”, Galerie/Projekte Matthias Kampl, München/Berlin
- 2003 Vor Der Tür / Non-Local, Städtische Galerie Ravensburg
- 2002 Eva Bertram, (Ausstellung Senatsstipendium Bildende Kunst) Kunstbank, Berlin
- 2002 Dzien W Dzien, (Tag Ein Tag Aus), Galeria Miejska, Breslau, Polen
- 2001 Tag Ein Tag Aus, Brotfabrik Galerie, Berlin
- 1999 nature morte, Dirty Windows Gallery, Berlin
- 1998 Ein Biss In Grün, Fotogalerie in der Brotfabrik, Berlin

## Gruppenausstellungen
- 2020 Subjekt und Objekt. Foto Rhein Ruhr - Kunsthalle Düsseldorf
- 2019 Coups d'oeil - Galerie Neij Licht, Dudelange, Luxembourg
- 2016 Geschenkt. Gekauft. Gefunden Ankäufe und Schenkungen der letzten zehn Jahre - Münchner Stadtmuseum, München
- 2012/2013 Kairo. Offene Stadt/Cairo. Open City - Museum Folkwang, Essen; Museum für Kunst und Gewerbe, Hamburg; Museum für Fotografie, Braunschweig
- 2012 Selected Artists (Senatsstipendiaten 2011) - NGBK, Berlin
- 2003–2012 Die ganze Stadt/The Entire City - Wanderausstellung des Instituts für Auslandsbeziehungen, u. a. Annaba, Zabana, Oran, Algier, Tizi Ouzou, Rabat, Casablanca, Nabeul, Sfax, Ramalla, Tel Aviv, Damaskus, Aleppo, Beirut, Bischkek, Kabul, Teheran, Shiraz, Isfahan, Istanbul, Cairo, Alexandria, Eriwan, Skopje, Athen, Aden, Sanaa, Salamanca
- 2003–2005 double bind - Künstlerhaus Bethanien, Berlin; Kunstsammlungen Böttcherstraße/Paula Modersohn-Becker Museum, Bremen; Noosa Regional Gallery, Noosa, Australien
- 2001 de l’animal - Fotogalerie Wien
- 1998 Reflections - Streetlevel Gallery, Glasgow; Goethe-Institute London/Manchester

## Einzelpublikationen
- 2010 2 Ein Kind, Hatje Cantz Verlag, Texte von Ulrich Pohlmann und Andreas Steffens
- 2008 Inseln, Hrsg. Städtische Galerie Sonneberg, Text von Andreas Steffens
- 2003 Vor der Tür/Non-Local, Schaden Verlag, Köln, Texte von Christoph Schaden, Thomas Knubben und Arnold Stadler
- 2001 Tag ein Tag aus, Hrsg. Goldrausch Künstlerinnenprojekt und Brotfabrik Galerie, Berlin, Texte von Andrea Domesle, Benno Schlicht, Inka Schube und Kathrin Peters

## Publikationen
- 2012 Kairo. Offene Stadt/Cairo. Open City, Spector Books, Hrsg. Florian Ebner, Constanze Wicke
- 2011 Selected Artists, Hrsg. RealismusStudio, Neue Gesellschaft für Bildende Kunst, Berlin
- 2008 Querdenker – Vom Kopf an die Wand, Hrsg. Darmstädter Tage der Fotografie e.V.
- 2007 De l’Europe, Photographies, Essais, Histoires, Hrsg. Centre national de l‘audiovisuel, Luxembourg
- 2004 Wo liegt Berlin? Fotografische Annäherungen an eine Stadt, Hrsg. Brotfabrik Galerie Berlin
- 2003 Die ganze Stadt/La ville entière/The Entire City, Hrsg. Institut für Auslandsbeziehungen, Berlin, Texte von Matthias Flügge
- 2003 double bind, Kunst-Kinder-Karriere, Hrsg. Signe Theill, Vice Versa Verlag
- 2000 Sehnsucht nach Utopie, Hrsg. Kunstadapter Wiesbaden, Kehrer Verlag Heidelberg

## Sammlungen
- Artothèque de Strasbourg, Frankreich
- Centre d‘art, Dudelange, Luxembourg
- Münchner Stadtmuseum, Sammlung Fotografie
- CNA (Centre national de l'audiovisuel) Luxembourg
- Fotografische Sammlung, Museum Folkwang, Essen
- ifa - Institut für Auslandsbeziehungen, Berlin
- Städtische Galerie Ravensburg
- Privatsammlung Paul Maenz[4]